# Iwan Busłajew
Iwan Jefimowicz Busłajew (ros. Иван Ефимович Буслаев, ur. 9 grudnia?/22 grudnia 1903 we wsi Wsiewołodczina w powiecie saratowskim w guberni saratowskiej, zm. 30 maja 1967 w Białej Cerkwi) – radziecki generał major, Bohater Związku Radzieckiego.

## Życiorys
Urodził się w rodzinie chłopskiej. W grudniu 1925 został powołany do Armii Czerwonej, skończył wojskową szkołę piechoty, był kolejno dowódcą plutonu, kompanii i batalionu. Od 1931 należał do WKP(b). W 1937/1938 uczestniczył w wojnie domowej w Hiszpanii, za udział w której został odznaczony orderem. Po powrocie do ZSRR służył w Białoruskim Okręgu Wojskowym, we wrześniu 1939 brał udział w ataku na Polskę. W sierpniu 1940 objął dowództwo 603 pułku piechoty w 161 Dywizji Piechoty. Po ataku Niemiec na ZSRR uczestniczył w walkach obronnych pod Mińskiem oraz nad Berezyną i Dnieprem. Od grudnia 1941 walczył na Froncie Wołchowskim, w lutym 1942 z powodu choroby został odesłany do szpitala. W kwietniu 1942 został dowódcą 6 Brygady formowanej w Uralskim Okręgu Wojskowym, z którą od lipca 1942 brał udział w bitwie pod Stalingradem, w lutym i marcu 1943 w operacji charkowskiej w składzie 6 Armii Frontu Południowo-Zachodniego. Od czerwca 1943 do końca wojny dowodził 213 Dywizją Piechoty, na czele której w nocy na 27 września 1943 forsował Dniepr. Za zasługi bojowe w bitwie o Dniepr 25 października 1943 otrzymał stopień generała majora. Wraz z dywizją brał udział w operacji humańsko-botoszańskiej, jasko-kiszyniowskiej i forsowaniu Dniestru i Prutu. Następnie na 1 Froncie Ukraińskim uczestniczył w operacji wiślańsko-odrzańskiej i berlińskiej. W 1948 ukończył Wyższą Akademię Wojskową im. Woroszyłowa i został dowódcą 10 Dywizji Artylerii, w 1956 zakończył służbę wojskową.

## Ordery i odznaczenia
- Złota Gwiazda Bohatera Związku Radzieckiego (26 października 1943)
- Order Lenina (trzykrotnie, 9 sierpnia 1941, 26 października 1943 i 1951)
- Order Czerwonego Sztandaru (czterokrotnie, 1938, 11 kwietnia 1945, 1946 i 1955)
- Order Suworowa II klasy (19 maja 1945)
- Order Kutuzowa II klasy (13 września 1944)
- Order Wojny Ojczyźnianej I klasy (1943)
- Order Czerwonej Gwiazdy (3 listopada 1944)
- Medal jubileuszowy „XX lat Robotniczo-Chłopskiej Armii Czerwonej”
- Medal „Za obronę Stalingradu”

I inne.